# Juegos Olímpicos de Sarajevo 1984
Los Juegos Olímpicos de Sarajevo 1984, oficialmente conocidos como los XIV Juegos Olímpicos de Invierno, fueron un evento multideportivo internacional celebrado en Sarajevo, Bosnia-Herzegovina, Yugoslavia, entre el 8 y el 19 de febrero de 1984. En esta edición participaron 1.272 atletas —998 hombres y 274 mujeres— de 49 comités olímpicos nacionales, que compitieron en 39 eventos de 10 deportes.
La XIV Olimpiada de Invierno fue la primera organizada en un estado socialista, sin contar el evento de verano en Moscú 1980. La mayoría de competiciones tuvieron lugar en cuatro estaciones de montaña de los Alpes Dináricos —Bjelašnica, Jahorina, Igman y Trebević—, mientras que en la capital bosnia se encontraban el estadio olímpico y los pabellones cubiertos. A pesar de que las pruebas de esquí sufrieron retrasos por culpa del mal tiempo, se considera que los JJ. OO. de Sarajevo 1984 fueron un éxito organizativo, a diferencia de lo sucedido en la edición anterior.
A nivel deportivo, Alemania Oriental encabezó el medallero con 24 preseas —9 oros, 9 platas y 6 bronces—, si bien la Unión Soviética obtuvo un metal más (25). Hubo gestas como los tres oros de Marja-Liisa Hämäläinen en esquí de fondo; la victoria de Michela Figini en esquí alpino con tan solo 17 años; la plusmarca mundial de Karin Enke en patinaje de velocidad, y el ejercicio perfecto de Christopher Dean y Jayne Torvill en la final de danza sobre hielo. Además, la selección de la URSS retomaría el dominio mundial en hockey sobre hielo.
El legado de los Juegos Olímpicos sirvió para modernizar Sarajevo, convertir los Alpes Dináricos en un destino turístico y desarrollar los deportes de invierno en la península balcánica. No obstante, ocho años después de su celebración se produjo la disolución de Yugoslavia y el estallido de la guerra de Bosnia (1992-1995), por la que buena parte de las sedes resultaron dañadas.

## Elección

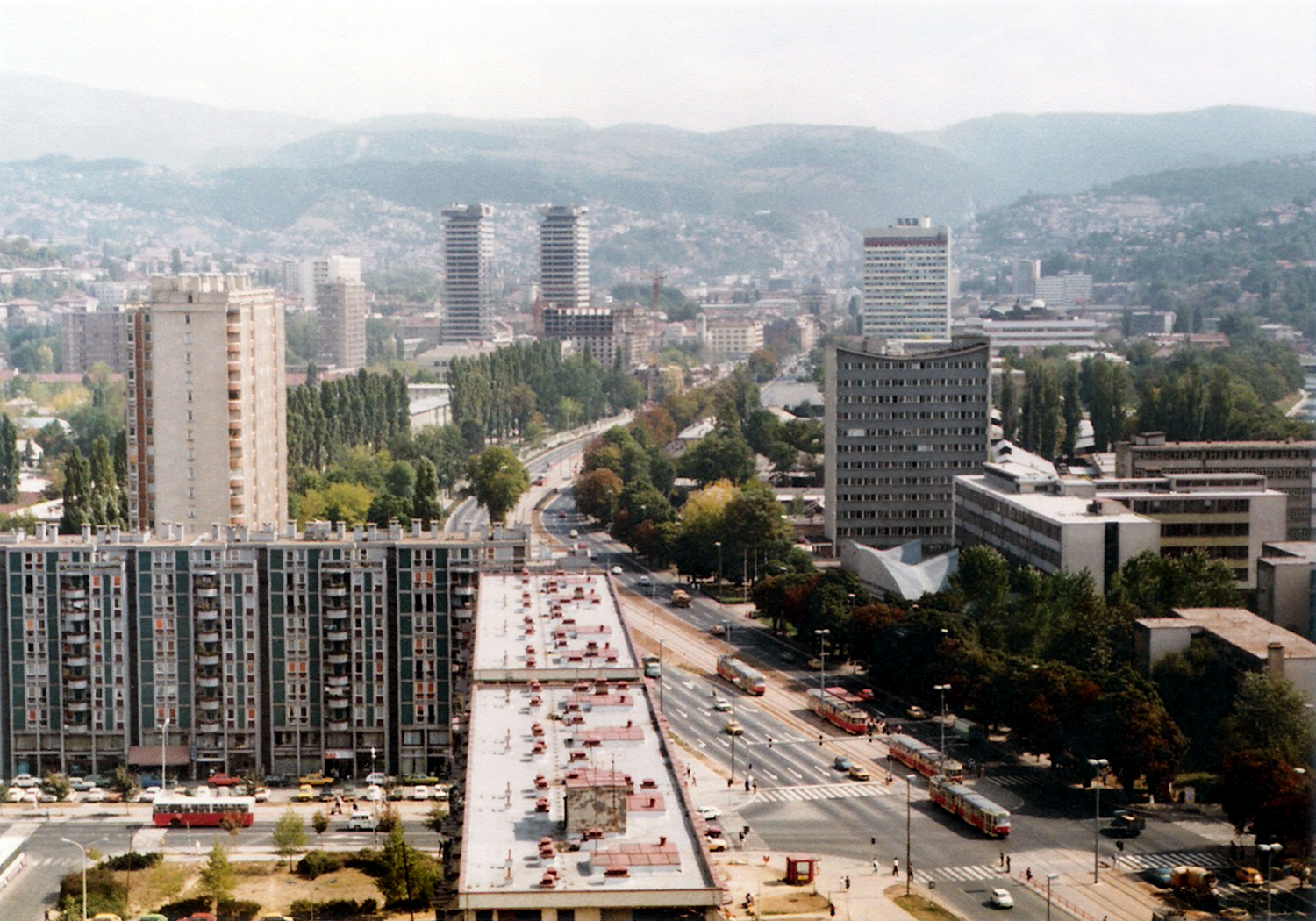
Panorámica de Sarajevo en 1982.

La región de Sarajevo era conocida en la República Socialista de Yugoslavia por su situación geográfica, rodeada por los Alpes Dináricos —Jahorina, Bjelašnica, Igman y Trebević— que han propiciado históricamente la práctica de deportes de invierno. En 1968, la Organización para la Cooperación y el Desarrollo Económico publicó un estudio titulado «Las posibilidades y los problemas de desarrollo del turismo continental en Yugoslavia», en el que se sugería el desarrollo del turismo invernal en Sarajevo. Basándose en ese documento, las autoridades yugoslavas remodelaron la estación de esquí de Jahorina y comenzaron a organizar pruebas deportivas allí, dentro de un plan más ambicioso para modernizar la capital de Bosnia-Herzegovina.
En 1977, el Comité Olímpico Yugoslavo (YOC) presentó la candidatura de Sarajevo para albergar los XIV Juegos Olímpicos de Invierno en 1984. Era necesario construir más de la mitad de las sedes propuestas, pero sus puntos fuertes eran la concentración de pruebas, la cercanía de estas con la ciudad y la experiencia deportiva yugoslava. El Comité Olímpico Internacional (COI) tuvo en cuenta dos candidaturas más: Sapporo (Japón, sede de los JJ. OO. de 1972) y Gotemburgo (Suecia).
La votación final tuvo lugar en la 80.ª sesión del COI, celebrada el 18 de mayo de 1978 en Atenas. Los japoneses tomaron ventaja en la primera ronda, pero la eliminación de Gotemburgo declinó la balanza a favor de la candidatura yugoslava. Sarajevo terminó imponiéndose a Sapporo por solo tres votos de diferencia, 39 a 36, y se convertía así en la primera ciudad de un estado socialista que organizaría unos Juegos de Invierno.
| 80ª Sesión del Comité Olímpico Internacional 18 de mayo de 1978, Atenas, Grecia |          |          |          |
| Ciudad                                                                          | Votación | Votación | Votación |
| Sarajevo (YUG)                                                                  | 31       | 39       |          |
| Sapporo (JPN)                                                                   | 33       | 36       |          |
| Gotemburgo (SWE)                                                                | 10       | -        |          |

## Organización

### Comité Organizador

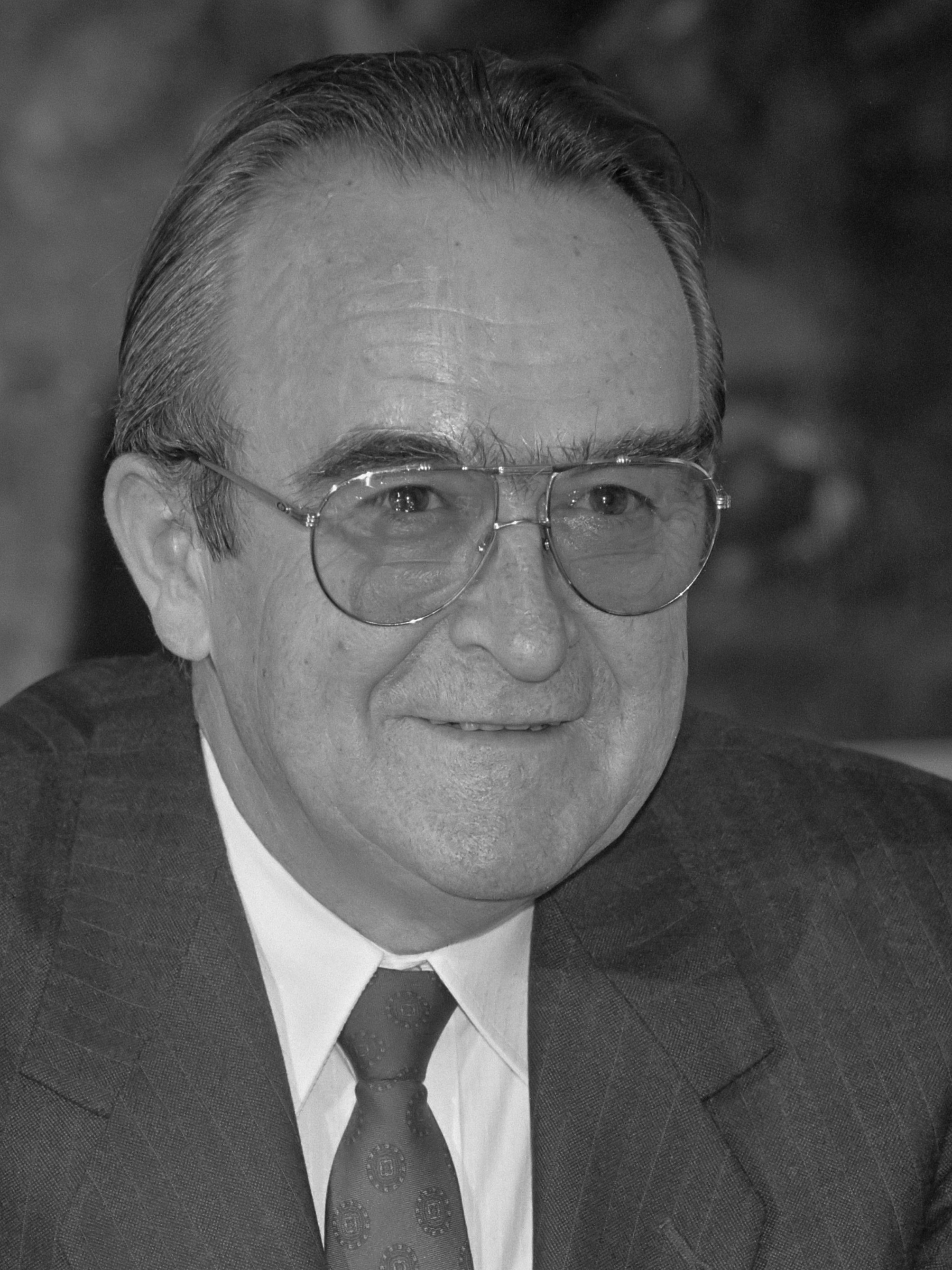
Branko Mikulić, presidente del Comité Organizador.

El Comité Organizador quedó formalmente constituido en abril de 1980, con un total de 79 miembros que representaron al poder local, la estructura federal yugoslava, las asociaciones deportivas y otros estamentos. Su presidente fue Branko Mikulić, responsable de la presidencia de Bosnia-Herzegovina y líder del comité central de la Liga de Comunistas de Yugoslavia. Dos años antes, el 13 de julio de 1978, el gobierno yugoslavo había conformado un Comité Provisional que se coordinaría con las federaciones deportivas internacionales y sentaría las bases del sistema de trabajo, dividido en cinco subcomités: deportes, construcción de sedes, alojamiento, presupuesto y comunicación. El COI controló todas esas actividades a través de su Comité Supervisor.
Por debajo del Comité Organizador se encontraban el Comité Ejecutivo y un total de 21 grupos de trabajo especializados. Además se habilitó un observatorio meteorológico.
El informe oficial estima que unas 36.000 personas trabajaron en el correcto desarrollo de los JJ. OO. El número de voluntarios superó las 15.000 personas, en su gran mayoría estudiantes, a los que deben sumarse 4.040 empleos directos, 3000 soldados del Ejército Popular Yugoslavo, 2500 técnicos de radiodifusión, 5000 empleados en las villas olímpicas y 6.218 miembros de seguridad.

### Finanzas
Según el balance financiero de los JJ.OO, se ingresaron más de 19.000 millones de dinares yugoslavos (unos 203 millones de dólares de la época) y los gastos ascendieron a 17.000 millones de dinares (177 millones de dólares), lo que representa un beneficio bruto superior a los 2500 millones de dinares (26 millones de dólares).
El Comité Organizador firmó 218 contratos comerciales solo en Yugoslavia y 459 a nivel mundial, incluyendo retransmisiones televisivas, patrocinios, publicidad, filatelía y donaciones. En total significaron más de 13 000 millones de dinares (141 millones de dólares). El gobierno yugoslavo tuvo que cubrir parte del presupuesto con subvenciones estatales, federales y locales. De igual modo, el Ejército Popular Yugoslavo tuvo una contribución significativa en numerosos aspectos, entre ellos la conservación de las instalaciones, que terminarían reflejadas en el balance.
Los gastos se repartieron de la siguiente manera: construcción de instalaciones y compra de material, 8.630 millones de dinares; infraestructuras, 1.649 millones de dinares; y gastos organizativos, 4.505 millones de dinares.

### Transportes
Uno de los mayores retos de Sarajevo 1984 fue la renovación total del sistema de transporte. El gobierno yugoslavo impulsó la construcción de dos autopistas de 160 km para mejorar los accesos con las montañas, las estaciones de tren y el casco urbano. La red de Ferrocarriles Yugoslavos habilitó un servicio especial con la capital bosnia desde las ciudades más pobladas del país. Además, el aeropuerto de Sarajevo fue remodelado con una pista de aterrizaje ampliada y una nueva terminal. En caso de cierre por temporal se contemplaba el aeropuerto de Mostar como aeródromo auxiliar, aunque finalmente no fue necesario.
A pesar de estas mejoras, el informe reconoce que la mayoría de asistentes llegaron hasta Sarajevo a través de escalas en los aeropuertos de Zagreb y Belgrado, para después tomar un tren o un vuelo chárter. Los desplazamientos internos hacia las pruebas se hicieron con un amplio parque de vehículos a cargo de la organización, facilitado por los patrocinadores.

## Símbolos

### Logotipo

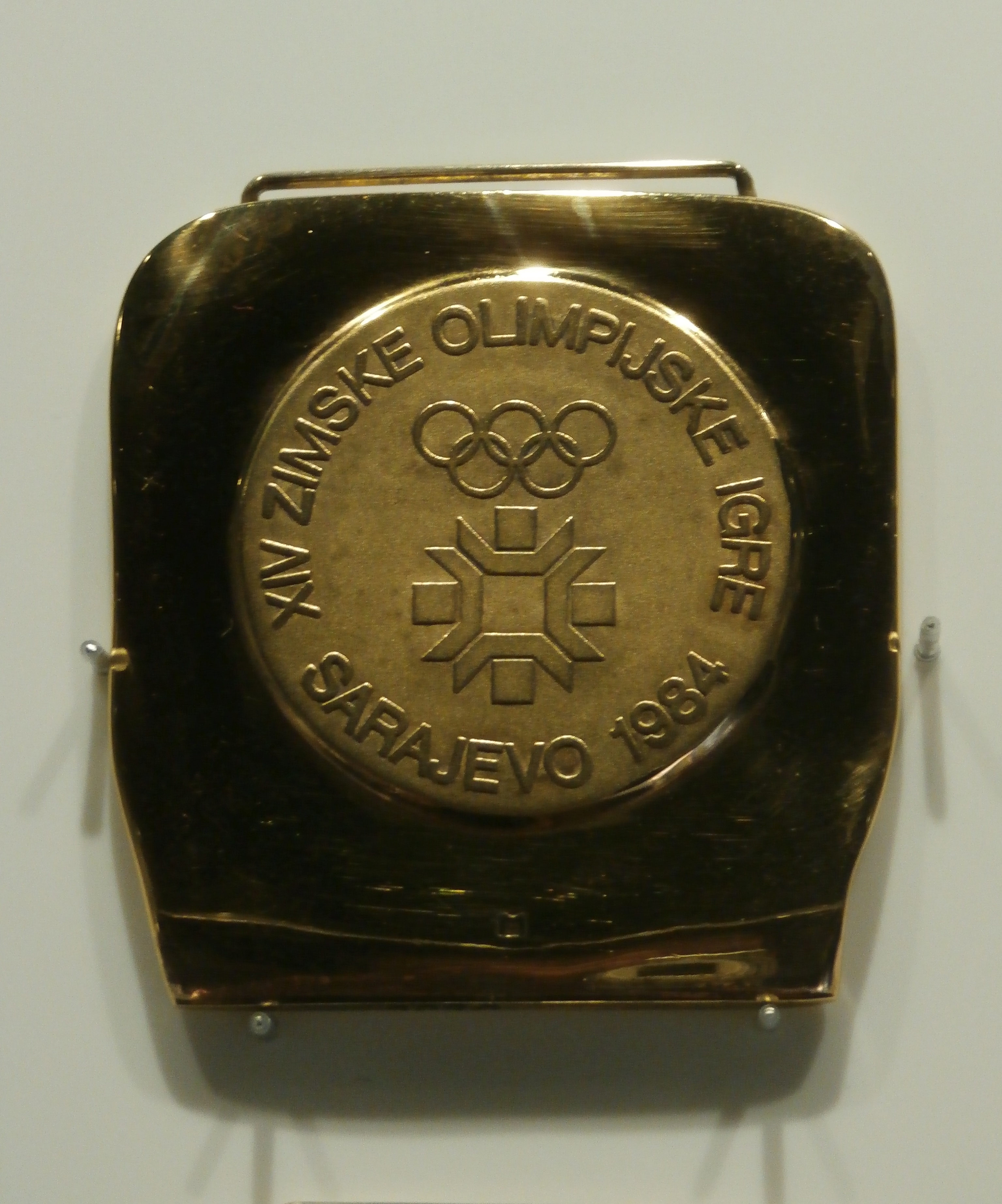
Medalla de oro de Sarajevo 1984 en el Museo Olímpico deLausana (Suiza).

El emblema de Sarajevo 1984 es un copo de nieve estilizado sobre la base de los bordados tradicionales de la región de Sarajevo. En la parte superior aparecen los anillos olímpicos, mientras que la inferior tiene la leyenda «Sarajevo '84». El Comité Organizador editó un manual de imagen corporativa para su correcto uso.

### Mascota
La mascota oficial de los XIV Juegos de Invierno fue Vučko, un amistoso lobo con bufanda diseñado por el dibujante esloveno Jože Trobec. Su nombre es un diminutivo de «vuk», lobo en serbocroata. Este animal es representativo tanto de la fauna de los Alpes Dináricos como de numerosas fábulas yugoslavas. Vučko lideró una votación de lectores de prensa entre seis opciones, y resultó tan popular a nivel yugoslavo que llegaría a contar con su propia serie de historieta, dibujada por el autor croata Nedeljko Dragić.

### Medallas
Las medallas fueron diseñadas por el escultor serbio Nebojša Mitrić. En el anverso figura el emblema oficial de los JJ. OO., rodeado por la leyenda «XIV Zimske olimpijske igre Sarajevo 1984» en letras mayúsculas (en español, «XIV Juegos Olímpicos de Invierno Sarajevo 1984»). El reverso muestra un atleta coronado con hojas de laurel. Se confeccionaron un total de 285 preseas, 95 de cada metal.

### Antorcha olímpica
La llama olímpica fue prendida en el templo de Hera en Olimpia (Grecia) el 29 de enero de 1984. Al día siguiente sería transportada en un avión de la JAT rumbo a Dubrovnik, donde se encendieron dos antorchas que recorrerían todas las repúblicas federales de Yugoslavia. El trayecto de 5.289 kilómetros quedó bifurcado en los siguientes tramos:
- Oeste (2.687 km): Croacia y Eslovenia.
- Este (2.602 km): Montenegro, Kosovo, Macedonia, Serbia y Voivodina.

Ambos caminos confluyeron la última semana en Bosnia-Herzegovina y se cruzaron en Sarajevo hasta llegar al Estadio Olímpico. Un total de 1600 personas participaron en los relevos.

## Transmisión
El transmisor oficial de los JJ. OO. de Sarajevo 1984 fue la Radiotelevisión Yugoslava (JRT), radiodifusora estatal de la que formaba parte RTV Sarajevo. Esta edición supuso una mejora significativa de la cobertura televisiva respecto a Lake Placid 1980; la JRT produjo 111 retransmisiones (204 horas) a nivel mundial, a las que deben sumarse otros 495 programas (514 horas) del resto de televisiones.
Los JJ. OO. de invierno pudieron verse en más de 100 países. A nivel internacional se vendieron los derechos a ABC para Estados Unidos, CBC y CTV en Canadá, la Unión Europea de Radiodifusión (UER) en Europa Occidental, la Organización Internacional de Radio y Televisión (OIRT) en Europa Oriental, Seven Network en Australia, NHK en Japón y la Organización de Telecomunicaciones de Iberoamérica (OTI) en América Latina. La suma total de ingresos asciende a 74 millones de dólares.
El Centro Internacional de Prensa estuvo situado en el pabellón de Skenderija, una de las sedes olímpicas. También se habilitaron seis centros de prensa auxiliares en cada prueba de montaña. Los JJ.OO fueron cubiertos por 7.393 trabajadores de 39 países: 2.363 periodistas de prensa escrita y 5.030 empleados de radio y televisión.

## Sedes

### Instalaciones deportivas

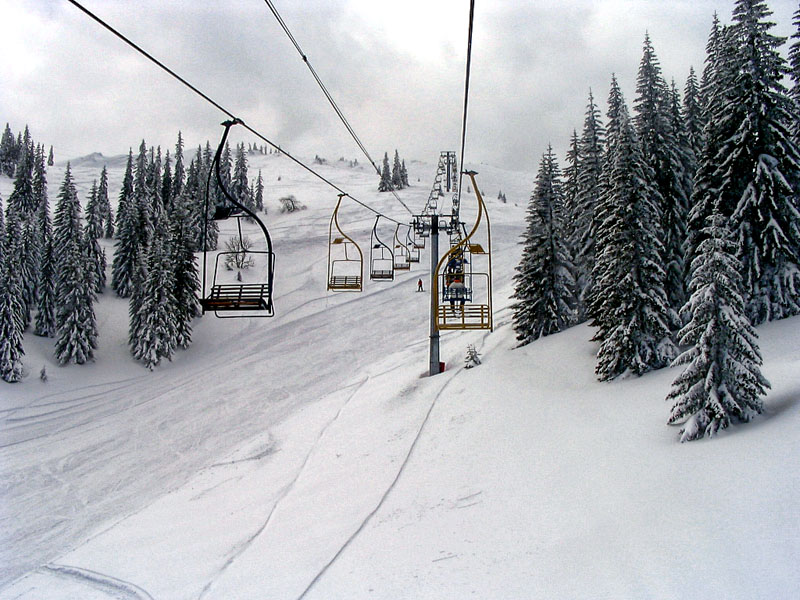
Estación de esquí de Jahorina.

El Comité Olímpico Yugoslavo contemplaba el uso de 9 sedes para 31 pruebas, la mayoría pendientes de construcción. En 1978, Sarajevo disponía solo de una pista de hielo, la estación de esquí de Jahorina y algunos recorridos de biatlón y esquí de fondo en Igman. El resto de instalaciones se levantaron entre 1979 y 1982, lo cual permitiría organizar torneos de prueba con dos años de antelación. Todas las competencias se celebraron en la ciudad y en los Alpes Dináricos, situados a 25 kilómetros del centro.
El estadio Koševo, construido en 1947 en el centro de Sarajevo, fue renovado por completo para albergar la ceremonia de apertura de los JJ. OO. Su aforo era de 45.000 localidades y actualmente sigue abierto como campo de fútbol. En las proximidades se encuentra el pabellón olímpico Zetra, con 8.500 localidades, diseñado para hockey sobre hielo, patinaje artístico y la ceremonia de clausura. En su exterior se habilitó la pista de patinaje de velocidad.
El pabellón de Skenderija, situado al otro extremo de la ciudad, fue renovado y ampliado para los JJ. OO. con un nuevo aforo de 8000 espectadores. Además de albergar hockey y patinaje, hizo las veces de centro de prensa.
En lo que respecta a nuevas instalaciones en las montañas, destacan la pista de bobsleigh y luge del monte Trebević, y el trampolín de salto de esquí Malo Polje en el monte Igman. La pista de esquí de Bjelašnica tuvo que ser remodelada para superar el mínimo de 800 metros de desnivel requerido por el COI.

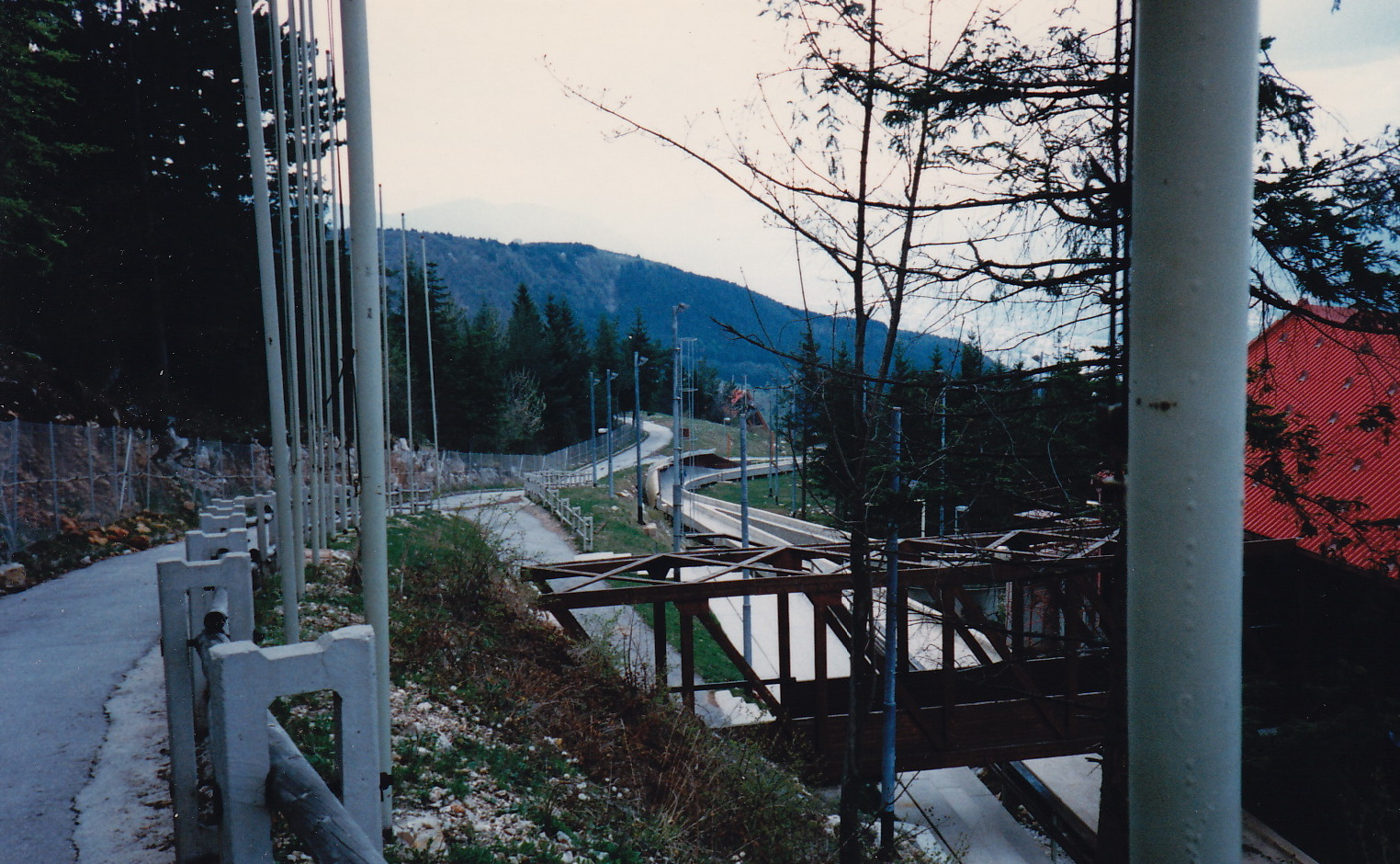
Pista de bobsleigh en Trebević (1987).

#### Sedes de montaña
- Bjelašnica – esquí alpino (masculino)
- Igman – esquí alpino, biatlón, combinada nórdica
- Trampolín de Igman - saltos de esquí, combinada nórdica
- Jahorina - esquí alpino (femenino)
- Trebević - bobsleigh y luge

#### Sedes en Sarajevo
- Estadio Olímpico de Sarajevo - ceremonia de apertura
- Pabellón Olímpico Zetra - hockey sobre hielo, patinaje artístico, ceremonia de clausura
- Pista de hielo de Zetra - patinaje de velocidad sobre hielo
- Skenderija - hockey sobre hielo, patinaje artístico

### Villa Olímpica
La Villa Olímpica para atletas estaba situada en el barrio de Mojmilo en Sarajevo. Un total de 1950 personas fueron alojadas en los 639 apartamentos disponibles. La organización habilitó también una villa auxiliar sobre el monte Igman para los más de 500 competidores en esquí de fondo, combinada nórdica y biatlón.
La prensa dispuso de una Villa Olímpica especial en el barrio de Dobrinja, cerca de la principal, con más de 2100 apartamentos. Los miembros del COI, de las federaciones deportivas y de los comités nacionales fueron alojados en hoteles y apartamentos de reciente construcción. Al terminar los JJ. OO., los pisos salieron al mercado inmobiliario.

## Deportes
En los Juegos Olímpicos de Sarajevo 1984 se celebraron 39 eventos en 10 disciplinas deportivas. La única inclusión en el programa fue la prueba femenina de 20 km salida en grupo en esquí de fondo. Como deporte de exhibición, los organizadores incluyeron por vez primera una prueba paralímpica, el esquí alpino adaptado, en la que participaron atletas de los Juegos Paralímpicos de Innsbruck 1984.
| - Biatlón - Bobsleigh - Combinada nórdica - Esquí alpino - Esquí de fondo |  | - Hockey sobre hielo - Luge - Patinaje artístico - Patinaje de velocidad - Saltos de esquí |

### Calendario
| CA | Ceremonia de apertura | ● | Competencias | 1 | Finales de eventos | CC | Ceremonia de clasura |

| Febrero               | Febrero               | Mar 7 | Mié 8 | Jue 9 | Vie 10 | Sáb 11 | Dom 12 | Lun 13 | Mar 14 | Mié 15 | Jue 16 | Vie 17 | Sáb 18 | Dom 19 | Eventos |
| --------------------- | --------------------- | ----- | ----- | ----- | ------ | ------ | ------ | ------ | ------ | ------ | ------ | ------ | ------ | ------ | ------- |
| Ceremonias            | Ceremonias            |       | CA    |       |        |        |        |        |        |        |        |        |        | CC     |         |
| Biatlón               | Biatlón               |       |       |       |        | 1      |        |        | 1      |        |        | 1      |        |        | 3       |
| Bobsleigh             | Bobsleigh             |       |       |       | ●      | 1      |        |        |        |        |        | ●      | 1      |        | 2       |
| Combinado nórdico     | Combinado nórdico     |       |       |       |        | ●      | 1      |        |        |        |        |        |        |        | 1       |
| Esquí alpino          | Esquí alpino          |       |       |       |        |        |        | 1      | 1      |        | 2      | 1      |        | 1      | 6       |
| Esquí de fondo        | Esquí de fondo        |       |       | 1     | 1      |        | 1      | 1      |        | 1      | 1      |        | 1      | 1      | 8       |
| Hockey sobre hielo    | Hockey sobre hielo    | ●     |       | ●     |        | ●      |        | ●      |        | ●      |        | ●      |        | 1      | 1       |
| Luge                  | Luge                  |       |       | ●     | ●      | ●      | 2      |        |        | 1      |        |        |        |        | 3       |
| Patinaje artístico    | Patinaje artístico    |       |       |       | ●      |        | 1      | ●      | 1      | ●      | 1      |        | 1      |        | 4       |
| Patinaje de velocidad | Patinaje de velocidad |       |       | 1     | 2      |        | 1      | 1      | 1      | 1      | 1      |        | 1      |        | 9       |
| Saltos de esquí       | Saltos de esquí       |       |       |       |        |        | 1      |        |        |        |        |        | 1      |        | 2       |
| Total de eventos      | Total de eventos      |       |       | 2     | 3      | 2      | 7      | 3      | 4      | 3      | 5      | 2      | 5      | 3      | 39      |
| Total acumulativo     | Total acumulativo     |       |       | 2     | 5      | 7      | 14     | 17     | 21     | 24     | 29     | 31     | 36     | 39     |         |
| Febrero               | Febrero               | Mar 7 | Mié 8 | Jue 9 | Vie 10 | Sáb 11 | Dom 12 | Lun 13 | Mar 14 | Mié 15 | Jue 16 | Vie 17 | Sáb 18 | Dom 19 | Eventos |

#### Aplazamientos
El Comité Organizador tuvo que afrontar malas condiciones climatológicas que afectaron al calendario. Aunque la región de los Alpes Dináricos estaba especializada en turismo de nieve, había preocupación porque el invierno de 1984 estaba siendo uno de los más cálidos en la historia de Sarajevo. Sin embargo, en la madrugada del 8 al 9 de febrero se produjo una fuerte ventisca que deparó 40 centímetros de nieve solo en la capital bosnia, y casi un metro en las estaciones de montaña. El otro problema fueron las rachas de viento, superiores a los 130 km/h en algunos casos, que obligaron a posponer las pruebas de esquí alpino hasta el 13 de febrero.

## Desarrollo

### Ceremonia de apertura

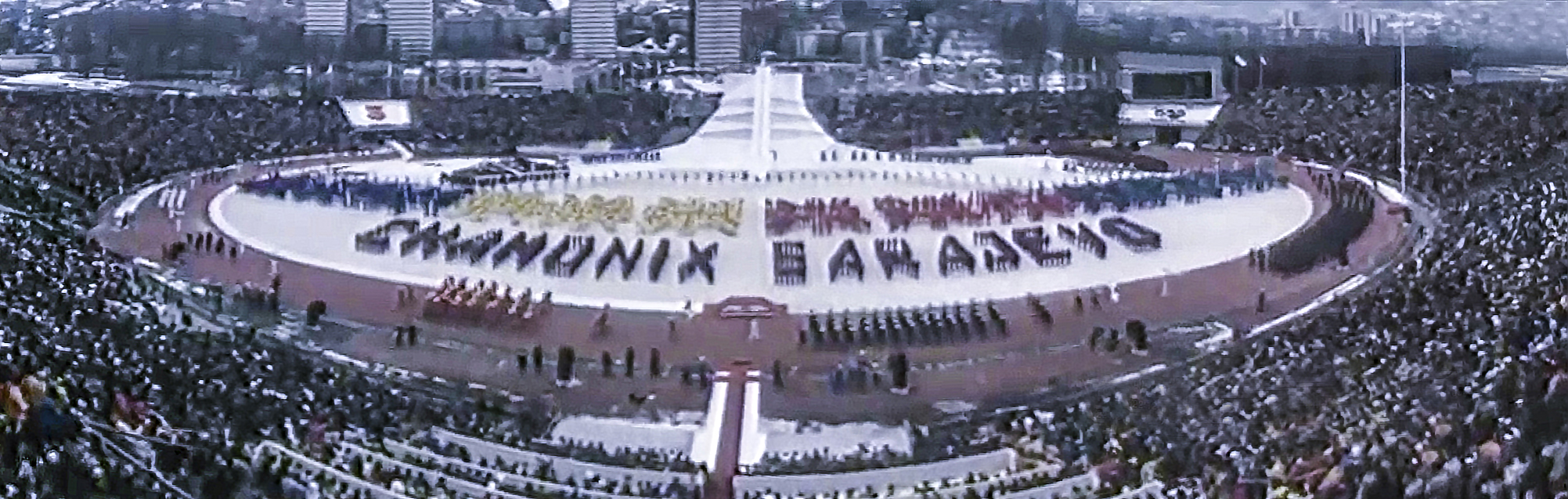
Instante de la ceremonia de apertura de los JJ.OO. de Sarajevo 1984 en el estadio Koševo.

La ceremonia inaugural tuvo lugar el 8 de febrero de 1984 en el Estadio Olímpico de Koševo, si bien un día antes ya se habían disputado seis partidos de hockey sobre hielo. La gala dio comienzo a las 14:30 horas (UTC+1) con una coreografía masiva. A continuación, el desfile de atletas fue abierto por la delegación de Grecia, como manda la tradición, y después salieron el resto de países por orden alfabético serbocroata: desde Andorra hasta Reino Unido. Los anfitriones de Yugoslavia cerraron la marcha.
Los discursos inaugurales corrieron a cargo de Branko Mikulić, director del Comité Organizador, y Juan Antonio Samaranch, presidente del COI en sus primeros JJ. OO. A continuación, el presidente yugoslavo Mika Špiljak declaró «inaugurados los Juegos de la XIV Olimpiada». La llegada de la bandera olímpica estuvo escoltada por representantes de las distintas repúblicas yugoslavas y fue ondeada por el alcalde sarajevés Uglješa Uzelac.
Precedido por otra coreografía masiva, el esquiador Ivo Čarman entró con la llama olímpica y se la entregó a la patinadora Sanda Dubravčić, primera mujer en los JJ. OO. de invierno a la que se encomendaba el encendido del pebetero. Seguidamente llegaron los juramentos olímpicos: Bojan Križaj por los atletas, y Dragan Perović por los árbitros. En total participaron 4.000 figurantes.

### Eventos

#### Biatlón

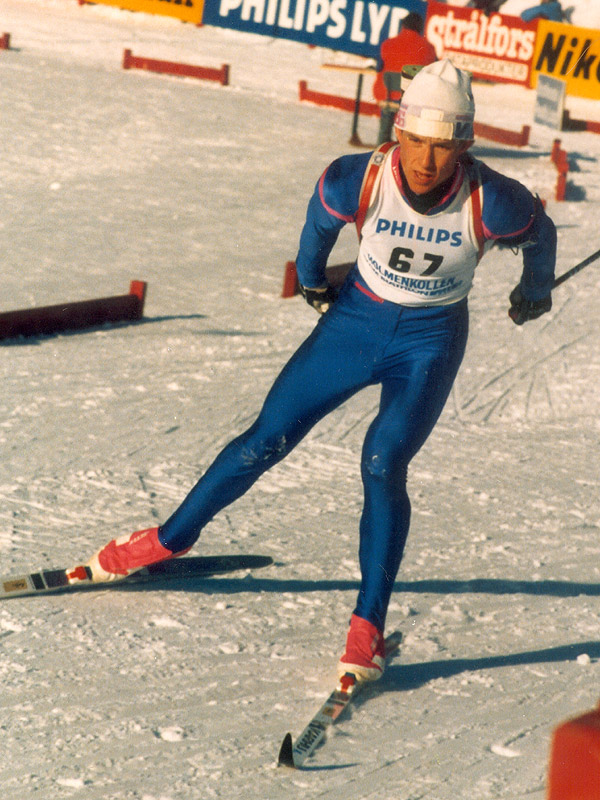
El noruego Eirik Kvalfoss ganó tres medallas.

Las pruebas de biatlón se celebraron en la estación de Veliko Polje sobre el monte Igman. Por vez primera los objetivos cambian automáticamente de color cuando se acierta el disparo, lo que permitía conocer el resultado al instante. Participaron 95 esquiadores de 25 países, todos ellos masculinos.
En el 20 km individual, el alemán occidental Peter Angerer se impuso al alemán oriental Frank-Peter Roetsch y al noruego Eirik Kvalfoss. La siguiente competencia fue 10 km velocidad; Kvalfoss, campeón del mundo vigente en la especialidad, sí pudo superar esta vez a Angerer y al alemán Matthias Jacob. Por último, la prueba de relevos deparó un triunfo de la Unión Soviética por delante de Noruega (plata) y Alemania Occidental (bronce). Tanto Angerer como Kvalfoss terminarían llevándose tres metales diferentes.

#### Bobsleigh
El bobsleigh tuvo lugar en la pista de Trebević con la participación de 111 atletas de 16 países, todos hombres. Alemania Oriental dominó por completo con oro y plata en las dos pruebas disputadas; Wolfgang Hoppe y Dietmar Schauerhammer vencieron tanto en doble como en cuádruple a sus compatriotas Bernhard Lehmann y Bogdan Musiol. Los bronces fueron para Unión Soviética (doble) y Suiza (cuádruple).

#### Combinada nórdica
En la individual de combinada nórdica hubo 28 esquiadores de 11 países. La prueba constaba de dos fases: el 11 de febrero tendrían lugar los saltos de esquí, y al día siguiente el esquí de fondo sobre 15 km en estilo libre. El noruego Tom Sandberg, campeón del mundo de la especialidad, obtuvo la máxima puntuación en salto y fue segundo en esquí de fondo, suficiente para llevarse la medalla de oro con 422,59 puntos. El finlandés Jouko Karjalainen volvió a llevarse la plata gracias a que había sacado el mejor tiempo en carrera, mientras que su compatriota Jukka Ylipulli se colgó el bronce.

#### Esquí alpino
Las seis pruebas de esquí alpino se hicieron en dos sedes diferentes: las masculinas tuvieron lugar en el monte Bjelašnica y las femeninas en el monte Jahorina. Debido a las malas condiciones climatológicas y el fuerte viento, no fue posible comenzar hasta el 13 de febrero. En total participaron 225 esquiadores —149 hombres y 76 mujeres— de 42 países. La prueba olímpica no serviría como Campeonato Mundial de Esquí Alpino por primera vez desde 1936.
En descenso masculino, el estadounidense Bill Johnson se convirtió en el primer esquiador del país en ganar la medalla de oro, hazaña repetida en eslalon por los hermanos gemelos Phil Mahre (oro) y Steve Mahre (plata). En cuanto al eslalon gigante, el suizo Max Julen ganó la prueba pero el protagonismo estuvo centrado en la plata del esloveno Jure Franko, primera presea de Yugoslavia en la historia de los JJ. OO. de invierno. El país organizador solo pudo añadir ese logro al medallero. La competición se vería afectada por las ausencias de dos de los mejores esquiadores del circuito: Ingemar Stenmark, a quien el COI impidió competir porque le consideraba profesional, y Marc Girardelli por un asunto burocrático.
En cuanto a las mujeres, otro veto del COI al profesionalismo, en este caso a Hanni Wenzel, marcó el desarrollo del concurso. La suiza Michela Figini hizo historia al ganar el descenso con tan solo 17 años, dos semanas después de haber debutado en la Copa del Mundo de Esquí Alpino, lo que la convertía en la campeona olímpica más joven en la historia del esquí alpino. En eslalon, la italiana Paoletta Magoni consiguió el primer oro femenino del país en esta especialidad. Y la estadounidense Debbie Armstrong se impuso en el gigante a la favorita, la francesa Perrine Pelen, quien hubo de conformarse con plata en eslalon y bronce en especial.
Debido al aplazamiento anterior de las pruebas, el final del esquí alpino coincidiría con la ceremonia de clausura. Estados Unidos lideró el palmarés de esta disciplina con cinco preseas, seguida por Suiza con cuatro.

#### Esquí de fondo
Las ocho pruebas de esquí de fondo se realizaron en el monte Igman con la participación de 179 esquiadores —114 hombres y 65 mujeres— de 32 países. Como novedad, se introdujo la especialidad de 20 km salida en grupo en categoría femenina.
El sueco Gunde Svan se llevó cuatro medallas: dos de oro (15 km y 4x10 km equipos), plata en 50 km y bronce en 30 km. Su victoria más sufrida se dio en el 15 km persecución, cuando en los últimos compases pudo superar a los finlandeses Aki Karvonen y Harri Kirvesniemi. En la final de 30 km individual, marcada por fuertes rachas de viento, el soviético Nikolaj Zimjatov revalidaría el triunfo de los anteriores Juegos. El sueco Thomas Wassberg se impuso por la mínima en la final del 50 km. Por último, el equipo sueco en el que estaban Svan y Wassberg ganó en relevos 4x10 km por un estrecho margen.
Finlandia terminaría dominando el medallero gracias a las pruebas femeninas, en las que brilló con luz propia Marja-Liisa Hämälainen, ganadora de cuatro metales. La esquiadora de Karelia del Sur conquistó tres oros en 5 km, 10 km y 20 km salida en grupo, así como el bronce en el relevo. La soviética Raisa Smetanina añadió a su extenso palmarés dos medallas de plata (10 km y 20 km). Y el equipo de Noruega recuperó el oro en relevos 4x10 km sobre Checoslovaquia y Finlandia.

#### Hockey sobre hielo

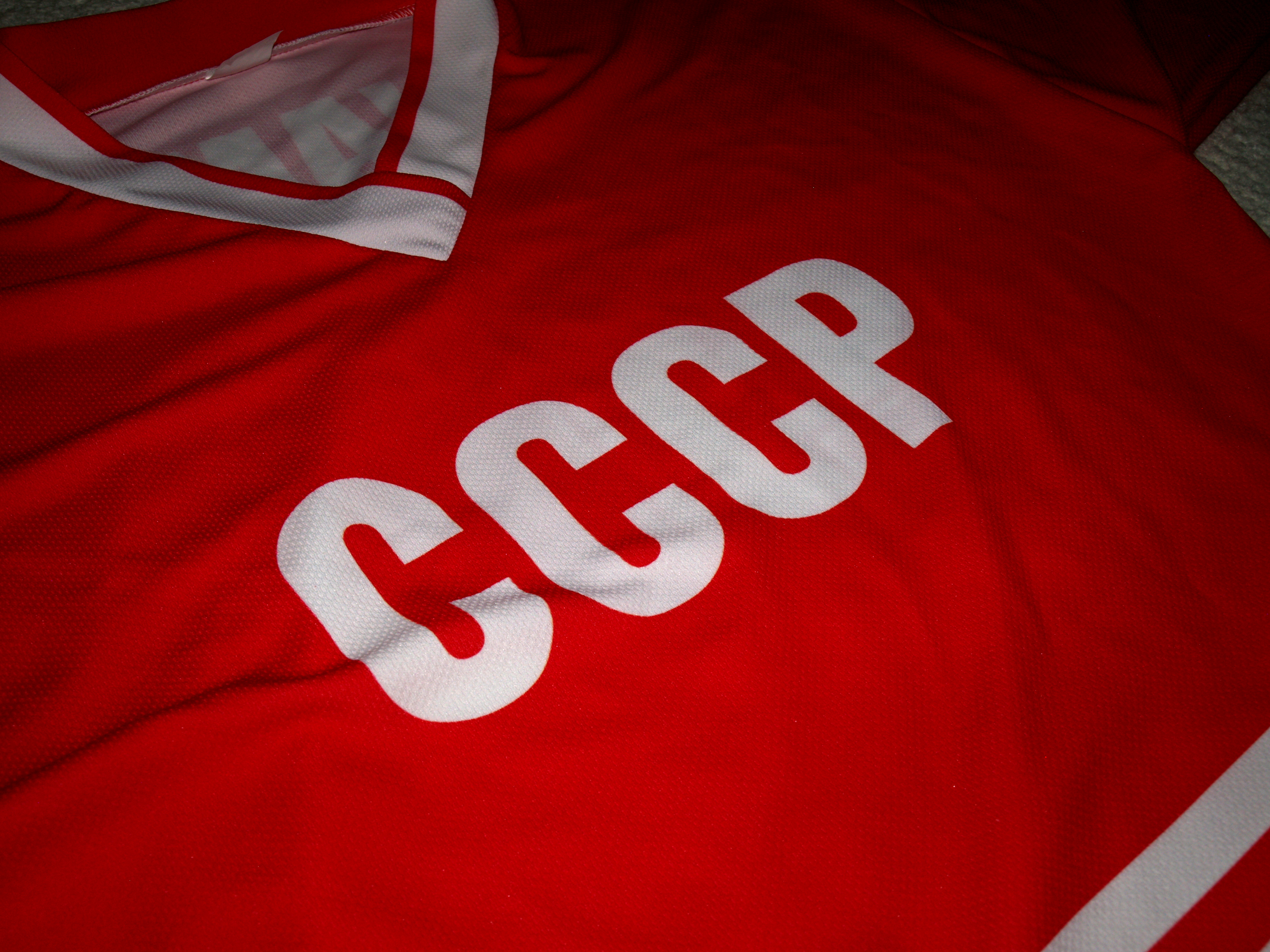
La Unión Soviética recuperó la medalla de oro perdida en 1980.

El torneo de hockey sobre hielo masculino contó con la participación de 12 países, divididos en dos grupos de seis. Al término de la misma, los dos equipos con más puntuación de cada grupo disputarían una liguilla final por las medallas. A diferencia de lo sucedido en Lake Placid 1980, aquí no hubo lugar para la sorpresa: la Unión Soviética de Krutov, Larionov y Makarov reconquistó la medalla de oro, por delante de Checoslovaquia (plata) y Suecia (bronce).
El reglamento del COI de aquella época no contemplaba la participación de profesionales, por lo que fue necesario negociar con la Federación Internacional de Hockey sobre Hielo a qué jugadores se aplicaba. Finalmente se decidió excluir a todo aquel que hubiese estado en la liga norteamericana (National Hockey League). Dicha medida fue derogada en Calgary 1988. La selección de Estados Unidos, autores del «milagro sobre hielo» de 1980 con un equipo universitario, no pasó esta vez de la fase de grupos.

#### Luge
Un total de 81 atletas de 17 países tomaron parte de las pruebas de luge en la pista de Trebević. El italiano Paul Hildgartner se llevó el oro en la competencia individual masculina, por delante de los soviéticos Sergei Danilin y Valeri Dudin. En categoría femenina hubo triple podio de Alemania Oriental, con triunfo de la campeona mundial vigente Steffi Walter-Martin. Y en dobles, los germanos Hans Stangassinger y Franz Wembacher aprovecharon un error del equipo soviético para liderar el palmarés por tan solo cuatro centésimas.

#### Patinaje artístico
La competición de patinaje artístico sobre hielo se celebró en el pabellón de Skenderija. En categoría masculina, el estadounidense Scott Hamilton —campeón mundial de 1981 y 1983— culminó su carrera con el único título que le faltaba, la medalla de oro, por delante del canadiense Brian Orser y del checo Jozef Sabovčík. Aunque Orser había vencido tanto el programa corto como el programa libre, no subió a lo más alto del podio por un mal resultado en las figuras obligatorias.
En categoría femenina, la alemana oriental Katarina Witt obtuvo la primera de sus dos preseas doradas olímpicas, imponiéndose a la campeona mundial estadounidense Rosalynn Sumners (plata) y a la soviética Kira Ivanova (bronce). Y en las disciplinas dobles, los oros fueron para la Unión Soviética en parejas (Oleg Vasiliev y Elena Valova) y para Reino Unido en danza sobre hielo (Christopher Dean y Jayne Torvill) con puntuación perfecta en el apartado artístico, hazaña que nunca se repetirá porque el sistema 6.0 fue eliminado en 2005.

#### Patinaje de velocidad

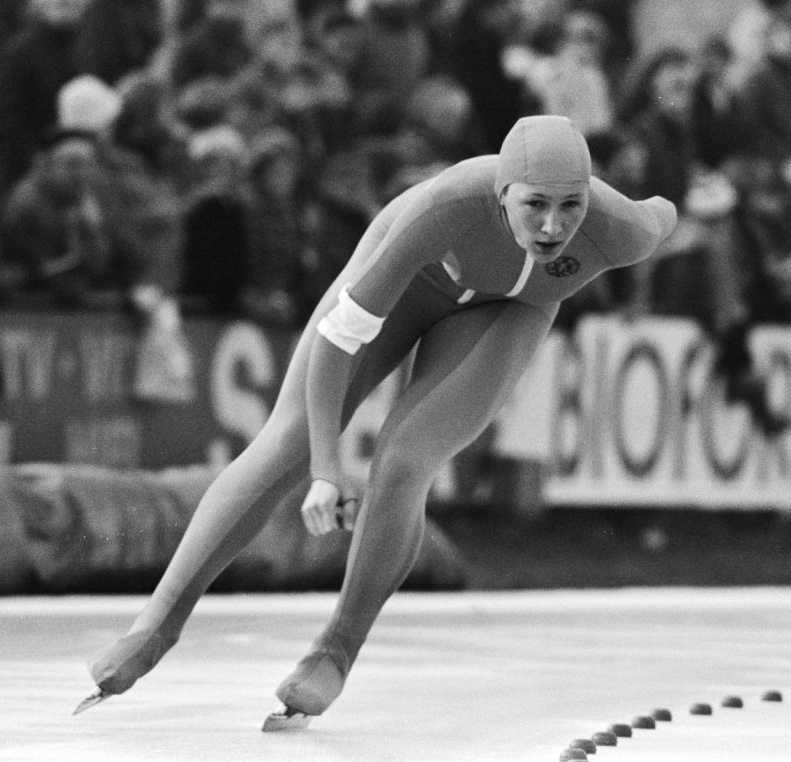
La campeona mundial Karin Enke ganó cuatro medallas, dos de oro.

Las pruebas de patinaje de velocidad se hicieron en una pista exterior al pabellón olímpico Zetra. Hubo un total de 139 competidores —87 hombres y 52 mujeres— de 24 países que participaron en nueve pruebas: cinco masculinas y cuatro femeninas. En total se batió una plusmarca mundial y cuatro plusmarcas olímpicas, todas en categoría femenina.
En el masculino, hubo mucha igualdad entre países después de la retirada de Eric Heiden. El soviético Sergey Fokichev se impuso en 500 metros, mientras que el canadiense Gaétan Boucher se llevó dos oros en 1.000 y 1.500 metros sobre su mayor rival, Sergey Khlebnikov. Las categorías de larga distancia depararon un duelo entre el sueco Tomas Gustafson (oro en 5000 m) y el ruso Igor Malkov (oro en 10 000 m). La historia fue distinta en la femenina, copada por Alemania Oriental con 9 de las 12 preseas en juego. Karin Enke obtuvo dos oros (1.000 y 1.500 m) y dos platas (500 y 3000 m), además de batir el récord mundial en 1.500 metros. Solo le arrebataron el triunfo sus compatriotas Christa Luding-Rothenburger y Andrea Ehrig-Mitscherlich, respectivamente.

#### Saltos de esquí
El salto de esquí desde los trampolines de Igman se vio afectado por el fuerte viento, que obligó a posponer las pruebas. En el trampolín de 70 metros, el alemán oriental Jens Weißflog le arrebató la victoria al finlandés Matti Nykänen por solo un punto de diferencia, mientras que su compatriota Jari Puikkonen rescató un bronce gracias al mejor salto de la competición. No obstante, Nykänen pudo vengarse en el trampolín de 90 metros, con un triunfo contundente sobre Weißflog y el checoslovaco Pavel Ploc. En total participaron 65 saltadores de 17 países.

#### Deporte de exhibición
Por primera vez se incluyó como deporte de exhibición una prueba paralímpica, el esquí alpino paralímpico. Un mes antes se habían celebrado en Innsbruck (Austria) los Juegos Paralímpicos de 1984, los primeros apoyados por el COI. En total participaron 29 deportistas de 11 países, con dominio de Austria en el medallero.

### Ceremonia de clausura
A diferencia de otras citas olímpicas que concluyeron en el estadio olímpico, la ceremonia de clausura de Sarajevo 1984 tuvo lugar en el pabellón Zetra, el 19 de febrero a las 20:00 horas. Los desfiles de atletas y actos protocolarios dieron paso a una presentación de la siguiente sede olímpica, Calgary 1988, concluida con baile de despedida sobre hielo al que se sumaron los abanderados. Juan Antonio Samaranch felicitó al Comité Organizador por su labor y proclamó la clausura, mientras que Branko Mikulić quiso garantizar que «cuando vuelvan, los próximos Juegos que se organicen en la Yugoslavia de Tito serán incluso mejores». La llama olímpica fue extinguida a las 20:21 horas.

## Participantes
En los JJ. OO. de Sarajevo 1984 participaron 49 países a través de sus respectivos comités afiliados al Comité Olímpico Internacional. Hubo un total de 1.272 atletas (998 hombres y 274 mujeres), lo cual supuso un récord de participación.
A diferencia de lo que sucedería en los JJ. OO. de Los Ángeles 1984, en Sarajevo no hubo boicot político. Todos los 37 países de Lake Placid 1980 repitieron asistencia, a los que se sumaron el regreso de Chile, Corea del Norte, Marruecos, México, San Marino y Turquía. La República de China aceptó competir bajo el nombre «China Taipéi» por primera vez. Además, y con ánimo de aumentar el número de naciones, el COI subvencionó el viaje a los comités que participasen con un solo atleta. Gracias a ese plan pudieron debutar Egipto, Islas Vírgenes Británicas (en cualquier evento olímpico), Mónaco, Puerto Rico y Senegal.
Destacó especialmente el concurso de dos deportistas. Por un lado, el sueco Carl-Erik Eriksson se convirtió a sus 53 años en el primero presente en seis pruebas consecutivas de bobsleigh. Y por el otro, el esquiador senegalés Lamine Guèye fue el primer atleta de raza negra que participaba en unos Juegos de Invierno.
| Lista de naciones participantes |
| --- |
| - Alemania Occidental (FRG) (84) - Alemania Oriental (GDR) (56) - Andorra (AND) (2) - Argentina (ARG) (18) - Australia (AUS) (10) - Austria (AUT) (65) - Bélgica (BEL) (4) - Bolivia (BOL) (3) - Bulgaria (BUL) (16) - Canadá (CAN) (67) - Checoslovaquia (TCH) (50) - Chile (CHI) (4) - República Popular China (CHN) (37) - China Taipéi (TPE) (12) - Chipre (CYP) (5) - Corea del Norte (PRK) (6) - Corea del Sur (KOR) (15) - Costa Rica (CRC) (4) - Egipto (EGY) (1) - España (ESP) (12) - Estados Unidos (USA) (107) - Finlandia (FIN) (45) - Francia (FRA) (32) - Grecia (GRE) (6) - Hungría (HUN) (9) - Islandia (ISL) (5) - Islas Vírgenes Británicas (IVB) (1) - Italia (ITA) (74) - Japón (JPN) (39) - Líbano (LIB) (4) - Liechtenstein (LIE) (10) - Marruecos (MAR) (4) - México (MEX) (1) - Mónaco (MON) (1) - Mongolia (MGL) (4) - Noruega (NOR) (58) - Nueva Zelanda (NZL) (6) - Países Bajos (NED) (13) - Polonia (POL) (30) - Puerto Rico (PUR) (1) - Reino Unido (GBR) (50) - Rumania (ROU) (19) - San Marino (SMR) (3) - Senegal (SEN) (1) - Suecia (SWE) (60) - Suiza (SUI) (42) - Turquía (TUR) (7) - Unión Soviética (URS) (99) - Yugoslavia (YUG) (72) |

## Medallero
Un total de 17 países obtuvieron medalla en estos Juegos Olímpicos de Invierno. Alemania Oriental se situó en primer lugar gracias a 9 oros de sus 24 metales totales, siendo la única vez en su historia que lo conseguiría. Aunque la Unión Soviética ganó más medallas, 25 en total, quedó segunda al obtener solo 6 oros. En tercer lugar, Estados Unidos (8 medallas, cuatro oros) superó a Finlandia (13 medallas, cuatro oros) por desempate en las medallas de plata.
El país organizador, Yugoslavia, obtuvo la primera medalla olímpica de su historia en unos Juegos de Invierno, la plata en eslalon de esquí alpino.
Especialmente sorprendente fue el mal desempeño de Austria, una tradicional potencia de los deportes de invierno, en el que sería su peor resultado de la historia: tan solo un bronce en 1984.
| Núm. | País                | Oro | Plata | Bronce | Total |
| ---- | ------------------- | --- | ----- | ------ | ----- |
| 1    | Alemania Oriental   | 9   | 9     | 6      | 24    |
| 2    | Unión Soviética     | 6   | 10    | 9      | 25    |
| 3    | Estados Unidos      | 4   | 4     | 0      | 8     |
| 4    | Finlandia           | 4   | 3     | 6      | 13    |
| 5    | Suecia              | 4   | 2     | 2      | 8     |
| 6    | Noruega             | 3   | 2     | 4      | 9     |
| 7    | Suiza               | 2   | 2     | 1      | 5     |
| 8    | Canadá              | 2   | 1     | 1      | 4     |
| 9    | Alemania Occidental | 2   | 1     | 1      | 4     |
| 10   | Italia              | 2   | 0     | 0      | 2     |

### Múltiples medallistas
| Atleta                 | País                          | Deporte               | Gold | Silver | Bronze | Total |
| Marja-Liisa Hämäläinen | Finlandia                     | Esquí de fondo        | 3    | 0      | 1      | 4     |
| Karin Enke             | República Democrática Alemana | Patinaje de velocidad | 2    | 2      | 0      | 4     |
| Gunde Svan             | Suecia                        | Esquí de fondo        | 2    | 1      | 1      | 4     |
| Gaétan Boucher         | Canadá                        | Patinaje de velocidad | 2    | 0      | 1      | 3     |
| Wolfgang Hoppe         | República Democrática Alemana | Bobsleigh             | 2    | 0      | 0      | 2     |
| Dietmar Schauerhammer  | República Democrática Alemana | Bobsleigh             | 2    | 0      | 0      | 2     |
| Thomas Wassberg        | Suecia                        | Esquí de fondo        | 2    | 0      | 0      | 2     |

## Legado

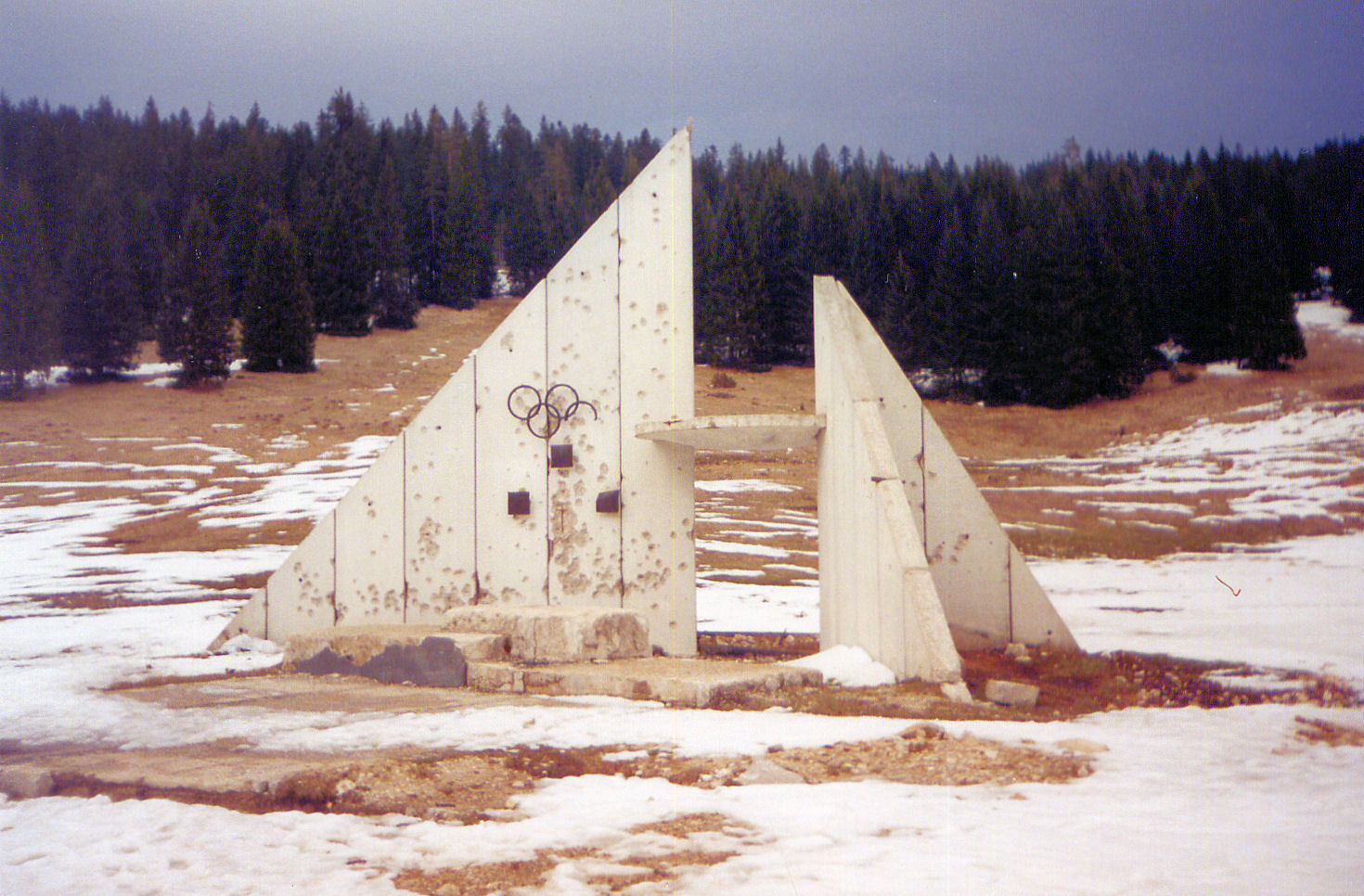
Durante la guerra de Bosnia, algunos pebeteros olímpicos fueron empleados como patíbulos.

Los Juegos Olímpicos tuvieron un impacto positivo sobre Sarajevo. La ampliación del aeropuerto, la renovación de las estaciones de esquí, las nuevas redes de transporte y la construcción de hoteles y restaurantes significaron una mejora en la calidad de vida de los sarajeveses. A finales de los años 1980, Sarajevo era la cuarta ciudad más poblada de Yugoslavia por detrás de Belgrado, Zagreb y Skopie.
Sin embargo, todos esos logros se vinieron abajo ocho años después, con el estallido de la guerra de Bosnia. Durante los JJ. OO. nada parecía presagiar un conflicto bélico, a pesar de que tras la muerte de Tito aflorarían algunos síntomas que luego supondrían la disolución de Yugoslavia. Después de que Bosnia y Herzegovina proclamase la independencia, se desencadenó una guerra que duraría desde 1992 hasta 1995. Buena parte de la ciudad quedó destruida en el sitio de Sarajevo, incluyendo las instalaciones olímpicas: se cesó el mantenimiento de casi todas las estaciones de esquí, las pistas de bobsleigh fueron utilizadas como trincheras, se plantaron minas antipersona en los alrededores de Igman y tanto el estadio Koševo como el pabellón Zetra sufrieron daños estructurales. De hecho, los terrenos anexos a Zetra se convirtieron en un cementerio.
Al terminar la guerra, las autoridades de Bosnia y Herzegovina llevaron a cabo la reconstrucción del estadio nacional, del pabellón Zetra y de las principales pistas de esquí. No sucedió lo mismo con los trampolines ni la pista de bobsleigh, cuya remodelación ha sido pospuesta por falta de dinero.
En 2019, Sarajevo y Sarajevo Oriental organizaron la edición de invierno del Festival Olímpico de la Juventud Europea. Estaba previsto que hubiese sucedido en 2017, pero los bosnios acordaron intercambiarse la edición con Erzurum por problemas económicos.